# Hans Adolf Wislicenus
Hans Wislicenus oder Hans Adolf Wislicenus (* 18. Februar 1867 in Zürich; † 9. Juni 1951 in Herrsching am Ammersee) war ein deutscher Chemiker, der sich früh mit dem Waldsterben und seinen chemischen Ursachen durch Rauchschäden befasst hat.

## Leben
Der Sohn des Chemikers Johannes Wislicenus studierte Chemie bis zur Promotion „summa cum laude“ 1892 an der Universität Leipzig über die Kenntnis der geometrisch-isomeren Crotonsäuren und einiger Derivate. Während seines Studiums wurde er Mitglied der Akademisch-Musikalischen Verbindung Würzburg. 1895 wurde er an die TH Karlsruhe berufen mit einem Lehrauftrag für Chemie, 1896 an die Forsthochschule Tharandt bei Dresden als ordentlicher Professor für Chemie und forstchemische Technologie. 1931 trat er in die NSDAP ein und 1933 unterzeichnete er das Bekenntnis der deutschen Professoren zu Adolf Hitler. Sein Nachfolger ab 1935 war Heinrich Wienhaus.

## Schriften
- Waldsterben im 19. Jahrhundert, Berlin 1908 repr. VDI-Verlag, Düsseldorf 1985 ISBN 978-3-18-400695-2
- Experimentelle Rauchschäden: Versuche über die äußeren u. inneren Vorgänge der Einwirkung von Ruß, sauren Nebeln u. stark verdünnten sauren Gasen auf d. Pflanzen, Berlin 1914